# Jaroslav Volf (1941)
Jaroslav Volf (* 24. srpna 1941) je bývalý český motocyklový závodník, reprezentant v ploché dráze. Jeho otec Jaroslav Volf byl také plochodrážní závodník a reprezentant.

## Závodní kariéra
V Mistrovství Československa na klasické ploché dráze skončil nejlépe v roce 1964 na 2. místě, dále skončil v roce 1961 na 8. místě, v roce 1962 na 4. místě, v roce 1965 na 4. místě, v roce 1966 na 16. místě, v roce 1967 na 8. místě, v roce 1968 na 5. místě, v roce 1969 na 5. místě, v roce 1970 na 7. místě, v roce 1971 na 8. místě a v roce 1972 na 14. místě. V Mistrovství světa jednotlivců startoval v letech 1961-1970, nejlépe skončil v roce 1965 na 14. místě v kontinentálním finále.